# Royaume du Wuli
Entités précédentes :
- Empire du Mali

Entités suivantes :
- Colonie et protectorat de Gambie

Wuli est un royaume mandingue situé sur la rive nord du fleuve Gambie, situé aujourd'hui sur la partie orientale de la Gambie et la région de Tambacounda au Sénégal. Le royaume du Wuli est dirigé comme un régime politique indépendant par la famille Wali du début du XVIe siècle jusqu'à la colonisation européenne à la fin du XIXe siècle. Il contrôle un carrefour important pour les routes commerciales reliant la haute vallée du fleuve Niger à la côte atlantique.

## Histoire

### Pré-mandingue
Avant l'arrivée des Mandingues, la zone de Wuli est habitée par le peuple Konyagui, les Baïnouks et quelques Wolofs, . Les premiers immigrants mandingues, vraisemblablement des commerçants dioula, sont arrivés avant la fondation de l'empire du Mali.

### Fondation de l'État
Selon la tradition orale, la première migration mandingue à grande échelle vient du Mali au XIVe siècle, dirigée par Tiramakhan Traoré, l'un des principaux généraux de Soundiata Keïta. Le premier Wulimansa est Mbari Kajo Wali, qui est venu avec Traoré. Il apprend la magie des Diolas de la basse-Gambie et utilise son pouvoir pour établir la seigneurie sur la terre en tant que vassal du mansa du Mali. Lui et d'autres mansas sont des personnages quasi légendaires et s'établissent à l'est, autour de Dialacoto,.
Les historiens modernes proposent que l'élite mandingue de Wuli n'a pas, en fait, immigrée en masse de la région mandingue mais qu'elle soit peut-être venue, beaucoup plus tôt, de Bambouk et de la haute vallée du fleuve Sénégal. L'histoire de la migration de Traoré n'est peut-être qu'une histoire destinée à romancer ce qui est en réalité un processus de changement progressif sous l'hégémonie culturelle et politique de l'empire du Mali.
Alors que le Mali décline, Wuli tombe sous l'hégémonie de l'empire du Djolof et paye tribut aux Buurba, tout comme les États voisins de la rive nord de la Gambie - Niumi, Badibou et Nyani,.

### Un pouvoir indépendant
Jalali Wali (début du XVIe siècle) est le premier mansa pour lequel des sources historiques probantes existent. Après avoir vaincu le roi local Konyagui, il fonde sa capitale de Jalalikunda au nord de Wuli,. Au cours des années 1520, sous sa direction, Wuli devient indépendant de l'empire du Djolof et combat une invasion du royaume du Fouta-Toro, peut-être dirigé par Koli Tenguella,. Il recrute de nouveaux habitants, dont la famille Jatta de Gajaaga installée à Tambacounda, la famille Baro fondatrice de Barrow Kunda et les Jabais à Sutukoba. Le mansa Jalali est tué au combat contre le royaume de Niani, mais laisse derrière lui un royaume qui constitue l'État le plus puissant de la rive nord de la Gambie.
La mort de Jalali est suivie d'une période de confusion. Son plus jeune fils, Kope, trompe son père mourant pour qu'il lui confie les secrets du pouvoir et les amulettes royales[Quoi ?], mais ses frères aînés le poussent à l'exil, mais ont du mal à contrôler Wuli. Kope revient ensuite avec un marabout de Kaabu qui l'aide à prendre le contrôle de Wuli depuis sa base de Madina Ouli. Sa branche de la famille Wali règne jusqu'à la chute de l'État à la fin du XIXe siècle et revendique la royauté jusqu'au XXe siècle.
À la fin du XVIIIe siècle et au début du XIXe siècle, des réfugiés musulmans Torodbe du royaume du Fouta-Toro s'installent à Wuli. Ils y popularisent l'islam. La classe dirigeante maintient toutefois de nombreuses croyances traditionnelles. Le mansa Jatta Wali dirige Wuli dans la seconde moitié du XVIIIe siècle et mène plusieurs guerres contre Niani ainsi qu'un conflit armé avec un riche commerçant dioula. Le mansa Faring lui succède et protège les intérêts commerciaux de Wuli contre les Britanniques au début du XIXe siècle.

### Contact européen
Au début du XIXe siècle, Mungo Park, un explorateur écossais, passe par Wuli lors de ses deux voyages vers le fleuve Niger.
En mars 1823, une expédition britannique dirigée par le major Alexander Grant remonte la rivière jusqu'à Wuli depuis Bathurst. Le but est de développer des relations commerciales et éventuellement établir un comptoir commercial. Le mansa Faring refuse d'accorder aux Britanniques des concessions commerciales:620-21. Le mansa Nkoi (également connu sous le nom de Koyo) arrive au pouvoir en 1827 et se montre beaucoup plus favorable au commerce européen. En 1829, il cède Fattatenda à l'administrateur britannique William Hutton pour 2 000 $ et un paiement annuel de 200 $:627. L'accord est désavoué par le gouvernement britannique et Hutton est démis de ses fonctions. Cependant, le mansa Nkoi protège la position de Wuli en tant que carrefour commercial le plus oriental de la Gambie en restreignant leur accès à Tenda et Boundou à l'est.

### Guerres Soninké-Marabout
Dans les années 1830, Wuli, comme une grande partie de la région, est divisée entre la population musulmane (marabout) et un groupe animiste plus large (Soninké). Le royaume est régulièrement attaqué par les États marabouts voisins.
Le Wulimansa de la seconde moitié du XIXe siècle, Nyanamadi, est un dirigeant doux, mais inefficace, éclipsé par son frère Fenda Mamadi. En 1863, 1864 et 1865, l'almamy Bokar Saada de Boundou dirigee une alliance du Fouta-Toro, du Khasso et d'autres puissances pour attaquer à plusieurs reprises l'important carrefour commercial de Tambacounda. En 1865, une armée Boundou de 12 000 hommes incendie le comptoir britannique de Fattatenda alors que l'almamy cherche à détruire tous les entrepôts qu'il ne peut pas contrôler. En 1867, Nyanamadi se rend et rend hommage à Saada, bien que les raids d'esclaves Boundou se poursuivent. Dans les années 1860 et 1870, Alpha Molo, roi du Fouladou, tente à son tour de conquérir Wuli mais est repoussé. Cette période de bouleversements a vu les Walis abandonner Madina Ouli et se déplacer vers le sud jusqu'à la ville de Siné, proche aujourd'hui de la frontière Sénégal-Gambie.
En tant que satellite du Boundou, allié des Français, Wuli devient une cible pour le marabout de Sarakholle Mamadou Lamine Dramé en 1887 lorsqu'il limoge Néttéboulou et exécute le wulimansa. Dramé installe une base à Toubakouta à Niani, où il est tué par les forces françaises.

### Colonialisme
En 1888, Wuli devient un protectorat de la France. Lorsque la France et la Grande-Bretagne fixe la frontière coloniale entre la Gambie et le Sénégal dans les années 1890, Wuli est divisée en deux. Cette division, couplée à l'essor du transport ferroviaire au détriment du commerce fluvial, marginalise économiquement une grande partie de la région.
En 1895, les Français créent un cercle d'Ouli avec sa capitale à Sine, mais deux ans plus tard déplacent l'administration à Makacolibantang. En 1919, le siège de l'administration déménage à nouveau à Tambacounda. Le dernier mansa de Wuli, Yaka Sara Wali, décéde en 1936.

## Économie
Wuli, en particulier l'important centre commercial et religieux de Sutukoba, est une plaque tournante du commerce des esclaves, du sel, de l'or, du cuir, des coquillages, de la cire d'abeille, des produits manufacturés européens et d'autres produits, reliant la côte atlantique, le fleuve Sénégal et le cœur du Manding dans le bassin du fleuve Niger,. Le pouvoir économique et politique des commerçants dioulas joue un rôle déterminant dans la fondation et la croissance de l’État.
Au XIXe siècle, Wuli développe une industrie locale fabriquant une sorte de poudre à canon appelée Timbertio.

## Société et gouvernement
La société et la gouvernance sont divisées en niveaux : l'État (banko), la famille élargie ou un groupe d'intérêt (kabilo), le village (sateo) et l'enceinte (suo). Chaque division s'occupe de toutes ses propres fonctions judiciaires, législatives et exécutives. Les mansa sont responsables de l'ordre public général, y compris de la surveillance des routes, de la guerre et des relations avec d'autres États, ainsi que de la prévention ou de la poursuite des crimes majeurs. Les Kabilos réglementent les affaires familiales, les mariages, les héritages, les divorces, les terres. Les villages s'occupent des travaux publics et des questions agricoles. Il n'y a pas de subdivisions officielles de Wuli - chaque village est indépendant des autres et doit directement son allégeance aux mansa. Des hommes influents peuvent cependant en arriver à contrôler de vastes réseaux de personnes et de ressources. Ceux-ci comprennent le Nimang de Pathiab, successeur du trône et gardien de la marche du nord-ouest près de Koussanar, ainsi que le clan signataire puissant et relativement indépendant de Néttéboulou,.
L'esclavage est un élément essentiel de la société et le fondement du pouvoir des élites. Les esclaves royaux Mansajong, basés à la cour, constituent une classe héréditaire qui sert de soldats, de collecteurs d'impôts et de pouvoir exécutif du gouvernement. Les mansa gouvernent par l'intermédiaire du conseil d'État, le mansa Bengo, composé des chefs des familles, des villages et des groupes d'intérêt les plus importants. Le gouvernement du mansa est financé par des impôts, généralement payés en nature une fois par an. Il peut également percevoir des droits sur les dioulas ou commerçants européens et autres voyageurs. Les éleveurs peuls payent les impôts à un moment et un montant décidés par le dirigeant, de manière arbitraire, mais en prenant soin de ne pas les pousser à émigrer.

## Religion
Le jalang (fétiche) de la famille Wali est connu sous le nom de Tamba Jalli, et son culte constitue essentiellement la religion d'État de Wuli. Sa forme est une ancienne tamba (lance) à trois lames enveloppées dans un tissu blanc tissé à la main appelé fataro. Jalali Wali l'aurait apporté avec lui lors de son installation à Wuli. Les mansa sacrifient régulièrement au jalang et le consultent pour la divination ; dans des circonstances extrêmes, des sacrifices humains sont nécessaires, généralement sous la forme d'un guerrier qui part au combat exposé et ne s'attendant pas à en revenir. En 1887, deux princes Wuli se portent volontaires pour mourir pour garantir une victoire contre Mamadu Lamine et réussissent. Le jalang est toujours hébergé et vénéré à Sinthiou Malème.
Les musulmans font partie des premières migrations mandingues vers Wuli. Les marabouts servent les mansas en tant que scribes et créateurs de charmes pendant plusieurs siècles. D'autres étudiants Diakhankés d'Al-Hajj Salim Suwari arrivent plus tard. Même durant les guerres de religion généralisées du milieu du XIXe siècle, les marabouts de Wuli restent à l'écart de toute activité ouvertement politique et les Walis continuent à les protéger et à solliciter d'eux des prières et des charmes.

## Sources
- Harry A. Gailey, Historical Dictionary of The Gambia, Metuchen, NJ, 4th, 1987 (ISBN 0810820013, lire en ligne)
- Winifred Galloway, A History of Wuli from the Thirteenth to the Nineteenth Century, University of Indiana, 1975
- Michael Gomez, Pragmatism in the Age of Jihad: The Precolonial State of Bundu, UK, 2nd, 2002 (ISBN 9780521528474)
- Toby Green, A Fistful of Shells, UK, Penguin Books, 2020
- Mamadou Traore, Bipolarisation du Senegal du XVIe - XVIIe siecle, Dakar, HGS Editions, 2021, 284-316 p., « Les royaumes du Niani et du Wuli, des origines a la conquete coloniale »